# André Schellens
André Schellens (Leuven, 14 maart 1939 - Aarschot, 29 augustus 2003) was een Belgisch politicus van de SP die jarenlang parlementslid was.

## Levensloop
André Schellens was een broer van burgemeester van Aarschot Willy Schellens. Hij was ambtenaar op het ministerie van Onderwijs en tekenaar op het ministerie van Openbare Werken. Van 1976 tot 1982 was hij voorzitter van de sociale Bouwmaatschappij voor Goede Woningen.
Schellens begon zijn politieke carrière in 1982 toen hij voor de SP als gemeenteraadslid van Aarschot gekozen werd. Van 1983 tot 1985 was hij er schepen van Openbare Werken en Sport. Dit mandaat zette hij stop om actief te worden in de nationale politiek.
Van 1985 tot 2003 zetelde hij onafgebroken als parlementslid voor het arrondissement Leuven: van 1985 tot 1991 was hij rechtstreeks gekozen senator in de Senaat en van 1991 tot 2003 was hij lid van de Kamer van volksvertegenwoordigers.
In de periode december 1985-mei 1995 had hij als gevolg van het toen bestaande dubbelmandaat ook zitting in de Vlaamse Raad. De Vlaamse Raad was vanaf 21 oktober 1980 de opvolger van de Cultuurraad voor de Nederlandse Cultuurgemeenschap, die op 7 december 1971 werd geïnstalleerd, en was de voorloper van het huidige Vlaams Parlement.  
In 2003 overleed hij na een slepende ziekte.